# Carlos Alberto Dias
Carlos Alberto Costa Dias (ur. 5 maja 1967 w Brasílii) – brazylijski piłkarz, występujący podczas kariery na pozycji napastnika.

## Kariera klubowa
Carlos Alberto Dias karierę piłkarską rozpoczął w klubie SE Matsubara w 1985. W latach 1987–1989 był zawodnikiem Coritiby. W Coritibie 9 listopada 1988 w zremisowanym 2-2 meczu z CR Flamengo Carlos Alberto Dias zadebiutował w lidze brazylijskiej. Z Coritibą zdobył mistrzostwo stanu Parana – Campeonato Paranaense w 1989.
W latach 1990–1992 występował w Botafogo FR. Z Botafogo zdobył mistrzostwo stanu Rio de Janeiro – Campeonato Carioca w 1990. W latach 1992–1993 był zawodnikiem CR Vasco da Gama, z którym dwukrotnie zdobył mistrzostwo stanu w 1992 i 1993. W latach 1993–1994 występował kolejno w Grêmio Porto Alegre, CR Flamengo i Paranie.
W latach 1995 i 1997 występował w występował w Japonii w Shimizu S-Pulse i Verdy Kawasaki. Pomiędzy występami w Japonii po raz drugi występował w Paranie. Z Paraną dwukrotnie zdobył mistrzostwo stanu w 1996 i 1997. Kolejnymi jego klubami były EC Bahia, Coritibie i Fluminense FC. W 1999 powrócił do Parany. W Paranie 27 października 1999 wygranym 4-1 meczu z Clube Atlético Mineiro Carlos Alberto Dias po raz ostatni wystąpił w lidze.
Ogółem w latach 1988–1999 w lidze brazylijskiej wystąpił w 114 meczach, w których strzelił 10 bramek. Karierę zakończył w 2006 w ABC Natal.

## Kariera reprezentacyjna
Carlos Alberto Dias w reprezentacji Brazylii jedyny raz wystąpił 15 kwietnia 1992 w wygranym 3-1 towarzyskim meczu z reprezentacją Finlandii.